# Ai Takahashi

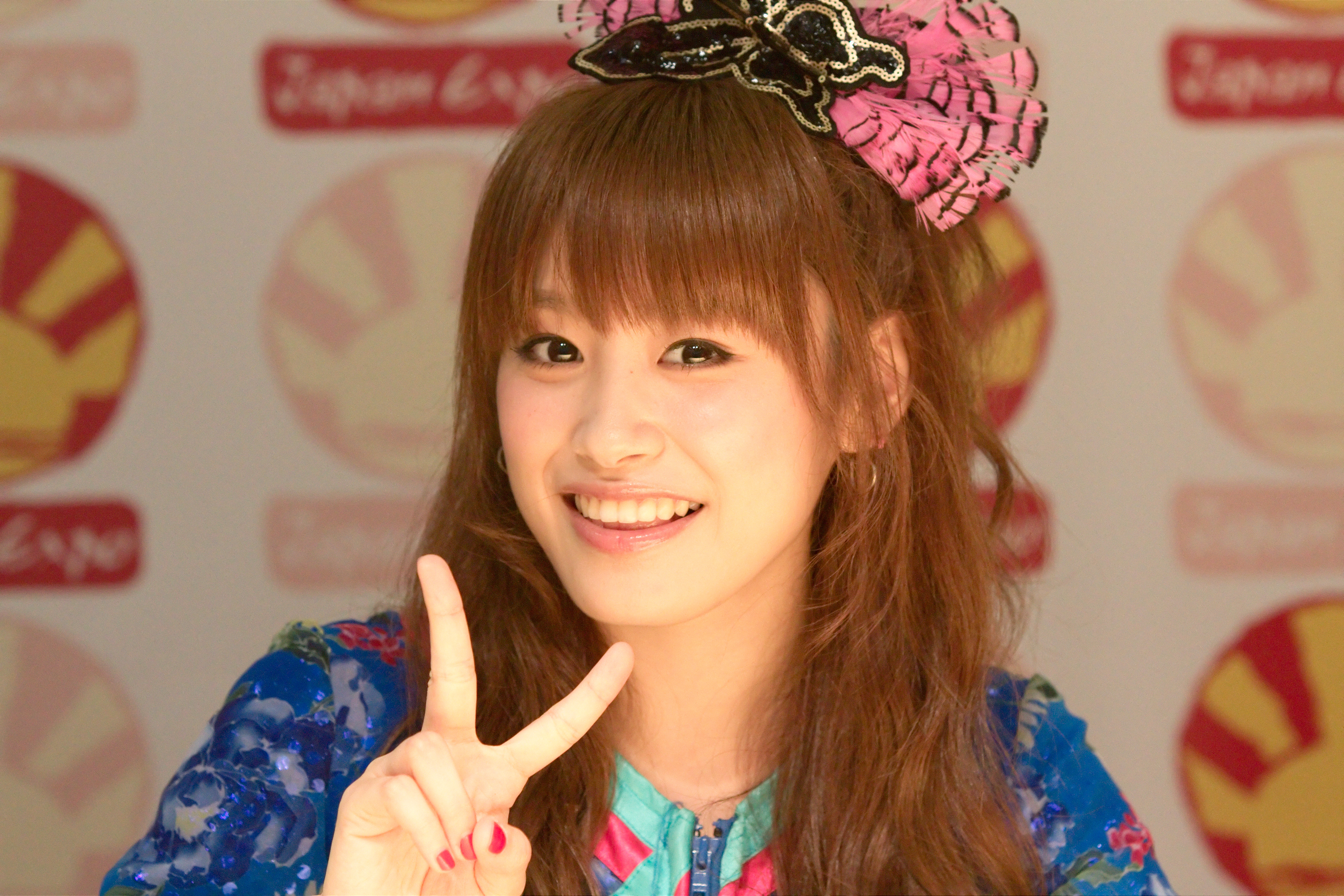
Ai Takahashi 2010

Ai Takahashi (高橋愛 Takahashi Ai), född 14 september 1986 i Fukui, Japan, är en japansk sångerska och skådespelare som mest är känd för att tidigare varit medlem i den japanska popgruppen Morning Musume.

## Karriär
Takahashi blev medlem i Morning Musume år 2001 tillsammans med Makoto Ogawa, Asami Konno och Risa Niigaki  som en del av den femte generationen. Den 6 maj 2007 blev Miki Fujimoto den nya ledaren i Morning Musume då den dåvarande ledaren Hitomi Yoshizawa slutade. Takahashi blev den som fick efterträda Fujimoto som den nya andreledaren. Den 1 juni samma år avsade Fujimoto ledarskapet och hoppade av Morning Musume, vilket ledde till att Takahashi blev den nya ledaren för Morning Musume och Risa Niigaki blev andreledare.
Ai spelade huvudrollen som Askungen i "Cinderella the Musical" som visades på Shinjuku Koma Theater i Tokyo från 6 till 25 augusti 2008. Musikalen är det andra samarbetet mellan Morning Musume och kvinnoteatergruppen Takarazuka Revue. Det var Ais andra huvudroll i en Takarazuka Revue/Morning Musume-uppsättning.
I januari 2009 blev Takahashi och Niigaki de två medlemmar som varit med längst i Morning Musume. De hade då servat gruppen i sju år och fem månader. De slog den första generationsmedlemmen Kaori Iidas tidigare rekord.
2009 fick Ai sin första huvudroll i ett tv-drama, Q.E.D, som sändes i 10 avsnitt mellan den 8 januari och 12 mars. I serien spelar Ai en glad och energisk tjej vid namn Kana som tillsammans med Toma, en överdrivet smart kille, löser olika mystiska fall tillsammans.
Den 1 februari 2009 hölls en Hello! Project-konsert vid namn "Hello Pro Award '09 ~Elder Club Sotsugyō Kinen Special~" i Yokohama Arena. Syftet med konserten var att hela Elder Club, som bestod av alla Hello! Projects alla äldre medlemmar, skulle ta studenten. Under konsertens gång gav den gamla och allra första Morning Musume-ledaren Yuko Nakazawa iväg sin position som hela Hello! Projects ledare till Ai Takahashi. Takahashi blev därmed den äldsta i Hello! Project, vid en ålder av 22 år. 
Takahashi är sedan 2003 programledare för radioprogrammet MBS Young Town Dōyōbi tillsammans med Morning Musume-medlemmen Sayumi Michishige. Sedan 2010 är hon också en del av radioprogrammet InterFM FIVE STARS, som hon håller i på torsdagar. FIVE STARS är ett radioprogram med ett roterande schema, där olika artister är programledare varsin dag i veckan.
Den 9 januari 2011, bara en vecka efter att man introducerat Morning Musumes nya medlemmar Mizuki Fukumura, Erina Ikuta, Riho Sayashi och Kanon Suzuki, tillkännagav Takahashi att hon kommer att ta examen från Morning Musume. Kungörelsen skedde under en av Hello! Projects konserter i vinterturnén Hello! Project 2011 Winter: Kangei Shinsen Matsuri, med alla de nya medlemmarna med på scenen. Den 26 augusti samma år klargjordes det att Takahashi och Niigaki är de medlemmar som varit med längst i Morning Musume med medlemskap på 10 år.
Takahashis examen från gruppen skedde den 30 september 2011 på den sista konserten av Morning Musumes höstturné, en dag efter att de nya Morning Musume-medlemmarna Haruna Iikubo, Ayumi Ishida, Masaki Satou och Haruka Kudou från den tionde generationen introducerats.
Efter Morning Musume har Takahashi fortsatt med sin musikal- och teaterkarriär.

## Grupper hon är och har varit medlem i
- Morning Musume (2001–2011)
- Morning Musume Sakuragumi (2003–2004)
- Minimoni (2003–2004)
- Happy 7 (2002)
- 7AIR (2003)
- H!P All Stars (2004)
- Elegies (2005)
- Pocky Girls (2002)
- Metro Rabbits H.P. (2006–2011)
- High King (2008–2011)

## Filmografi
- 2002 Angel Hearts
- 2003 DVD (Alo Hello! Takahashi Ai DVD)
- 2005 Mini Moni's Brementown Musicians
- 2006 Ribbon no Kishi: The Musical
- 2007 DVD (Love Hello! Takahashi Ai DVD)
- 2008 Hitmaker Aku Yuu Monogatari
- 2008 Cinderella The Muscial
- 2009 Q.E.D Shōmei Shūryō
- 2009 DVD (I.)
- 2009 Ojigi de Shape Up! (teater)
- 2010 Hanbun Esper
- 2010 DVD (Figure)
- 2010 Fashionable (musikal)

## Diskografi
- Yume Kara Samete (夢から醒めて) - 2006-??-??

## Fotoböcker
- 5 Morning Musume. 5ki Members (5 モーニング娘。5期メンバー) (Med den övriga femte generationen - Konno Asami, Ogawa Makoto, Niigaki Risa) - 2002-08-13
- Morning Musume - Takahashi Ai (モーニング娘。―高橋愛) - 2002-12-09
- AloHello! Takahashi Ai (アロハロ!高橋愛) - 2003-12-18
- Wataame (わたあめ) - 2004-05-26
- Aigokoro (愛ごころ) - 2005-06-26
- 19 - 2006-01-26
- Takahashi Ai Photograph Collection Complete Works ai (高橋愛 写真集全集 ai) - 2006-10-28
- Love Hello! Takahashi Ai in Phuket (ラブハロ!高橋愛inプーケット) - 2007-03-14
- Mizu (水) - 2007-10-26
- Mou Hitotsu no Ai (もうひとつの愛) - 2008-05-25
- Watashi (私) - 2009-05-25
- Katachi (形（かたち）) - 2010-05-27